# Piotr Dranko
Piotr Aleksandrowicz Dranko (ros. Пётр Александрович Дранко, ur. 27 sierpnia?/9 września 1913 we wsi Sawinka w obwodzie wołgogradzkim, zm. 20 października 1993 w Rostowie nad Donem) – radziecki lotnik wojskowy, pułkownik, Bohater Związku Radzieckiego (1943).

## Życiorys
Urodził się w ukraińskiej rodzinie chłopskiej. Skończył 7 klas, później pracował w milicji w Engelsie, od 1934 służył w Armii Czerwonej. W 1937 ukończył wojskową lotniczą szkołę pilotów w Engelsie, od 1939 należał do WKP(b), 1939-1940 uczestniczył w wojnie z Finlandią, w 1941 ukończył kursy doskonalenia kadry oficerskiej przy Kaczyńskiej Wyższej Wojskowej Szkole Lotniczej dla Pilotów, później służył w siłach powietrznych Białoruskiego Okręgu Wojskowego. Od czerwca 1941 brał udział w wojnie z Niemcami jako lotnik, potem politruk 122 pułku lotnictwa myśliwskiego na Froncie Zachodnim, następnie do maja 1943 wojskowy komisarz eskadry 1 pułku lotnictwa myśliwskiego gwardii na Froncie Kalinińskim, później dowódca eskadry 89 pułku lotnictwa myśliwskiego gwardii na Froncie Zachodnim w stopniu majora. Do lipca 1943 wykonał 198 lotów bojowych, w walkach powietrznych strącił osobiście 10 i w grupie 2 samoloty wroga. We wrześniu 1943 został dowódcą 115 pułku lotnictwa myśliwskiego gwardii na 3 Froncie Białoruskim, którego piloci wyróżnili się latem 1944 podczas operacji witebsko-orszańskiej i wyzwalaniu Orszy 27 czerwca 1944. Podczas wojny wykonał 277 lotów bojowych i wziął udział w 59 walkach powietrznych, w których strącił osobiście 15 i w grupie 2 samoloty wroga. Po wojnie kontynuował służbę w lotnictwie, w 1950 ukończył wyższe kursy oficerskie, w 1956 został zwolniony do rezerwy w stopniu pułkownika.

## Odznaczenia
- Złota Gwiazda Bohatera Związku Radzieckiego (2 września 1943)
- Order Lenina
- Order Czerwonego Sztandaru (trzykrotnie)
- Order Wojny Ojczyźnianej I klasy
- Order Czerwonej Gwiazdy (dwukrotnie)

I medale.